# Phước Chỉ
Phước Chỉ là một xã thuộc tỉnh Tây Ninh, Việt Nam.

## Địa lý
Xã Phước Chỉ nằm ở phía tây nam thị xã Trảng Bàng, có vị trí địa lý:
- Phía đông giáp xã Lộc Giang và xã An Ninh Tây, huyện Đức Hòa, tỉnh Long An và phường An Hòa
- Phía tây giáp phường Prasat, thành phố Bavet, tỉnh Svay Rieng, Campuchia
- Phía bắc giáp xã Phước Bình
- Phía nam giáp xã Mỹ Quý Đông, huyện Đức Huệ, tỉnh Long An.

Xã Phước Chỉ có diện tích 48,18 km², dân số năm 2019 là 9.303 người, mật độ dân số đạt 193 người/km².

## Hành chính
Xã Phước Chỉ được chia thành 11 ấp: Phước Long, Phước Trung, Phước Lập, Phước Hội, Phước Đông, Phước Bình, Phước Hòa, Phước Mỹ, Phước Lập, Phước Hưng, Phước Thuận.

## Lịch sử
Sau năm 1975, Phước Chỉ là một xã thuộc huyện Trảng Bàng.
Ngày 1 tháng 2 năm 2020, huyện Trảng Bàng chuyển thành thị xã Trảng Bàng, xã Phước Chỉ thuộc thị xã Trảng Bàng.